# Somsak Sithchatchawal
Somsak Sithchatchawal est un boxeur thaïlandais né le 17 juillet 1977 à Lampang.

## Carrière
Il devient champion du monde des poids super-coqs WBA le 18 mars 2006 après avoir battu au 10e round le français Mahyar Monshipour à Levallois-Perret. Ce combat a d'ailleurs été élu combat de l'année 2006 par le magazine Ring Magazine.
Sithchatchawal perd en revanche sa ceinture dès sa 1re défense contre Celestino Caballero par arrêt de l'arbitre au 3e round le 4 octobre 2006.